# Kopanki (Vorónej)
|  | Per a altres significats, vegeu «Kopanki». |

Kopanki (en rus: Копанки) és un poble (un khútor) de l'óblast de Vorónej, a Rússia, segons el cens del 2010 tenia 212 habitants.